# زهور الخفاش
زهور الخفاش أو التَقَّة أو التَّافول أو التَّكَّة (الاسم العلمي: Tacca)، جنس نباتات عشبية عسقولية زراعية من فصيلة الديسقورية. أعطانها المناطق الاستوائية في أمريكا الجنوبية وأفريقيا وأستراليا وجنوب شرق آسيا والعديد من الجزر المحيطية.

## معرض صور

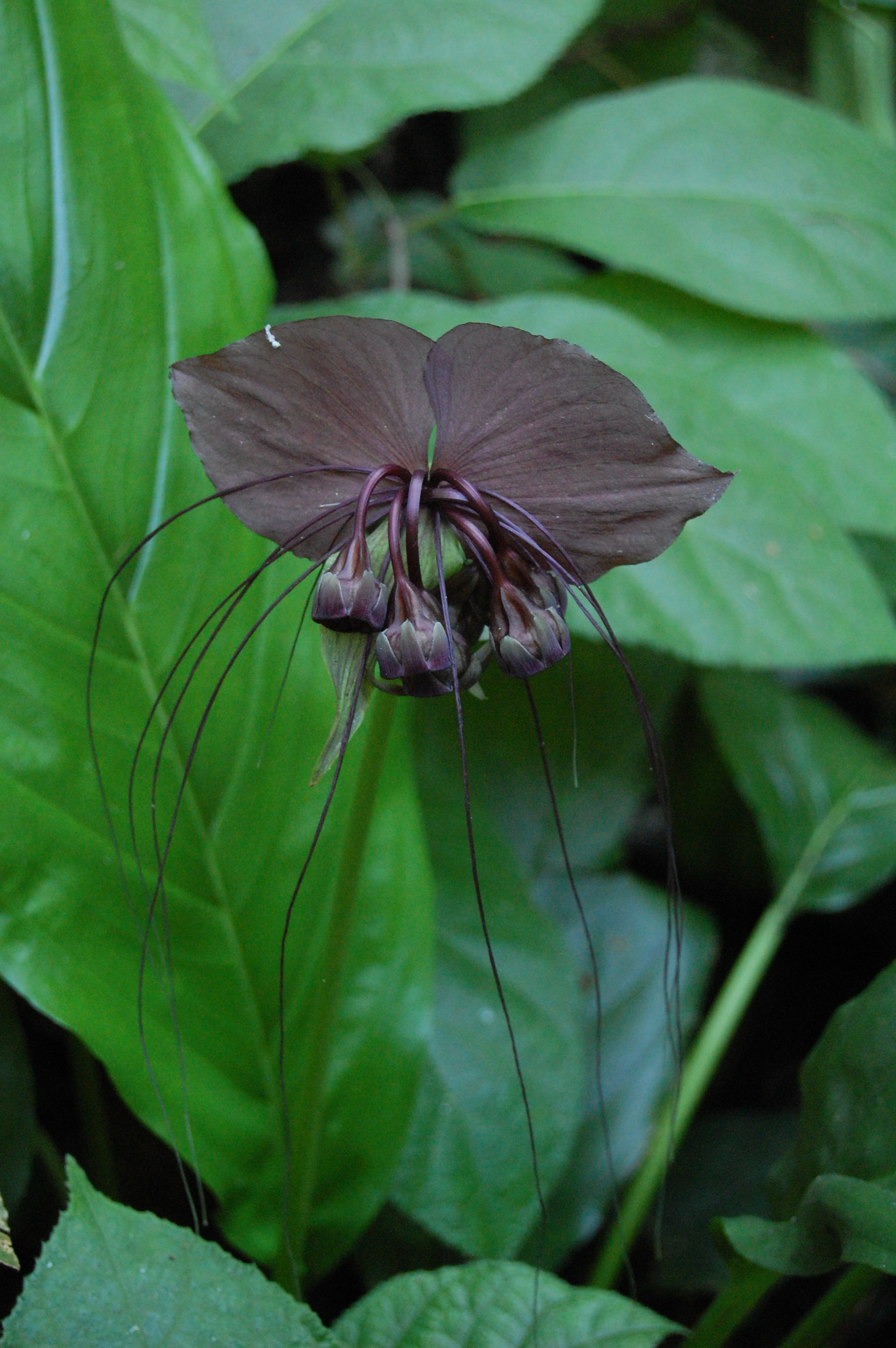
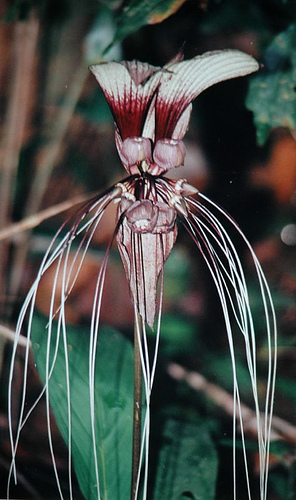
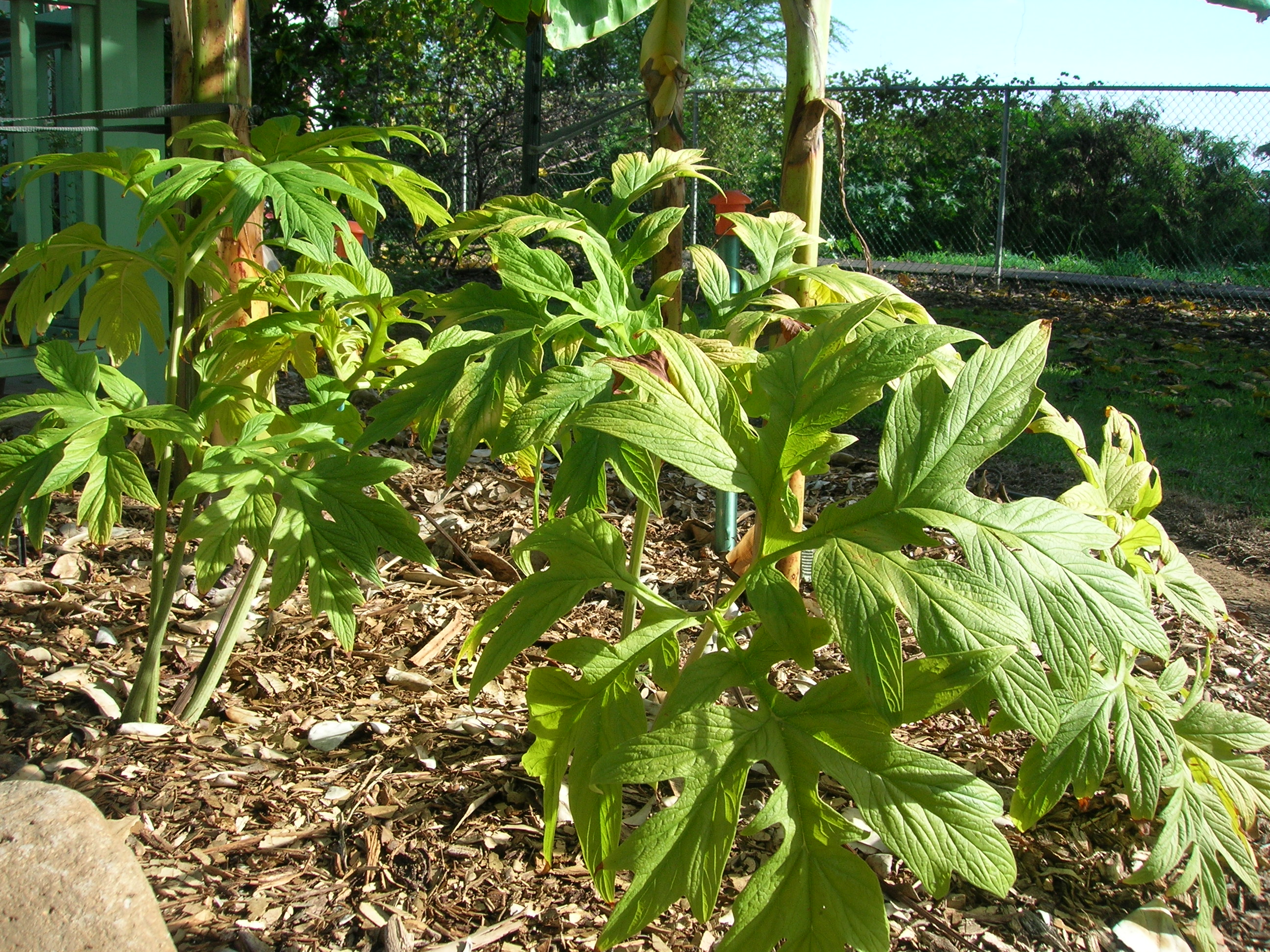
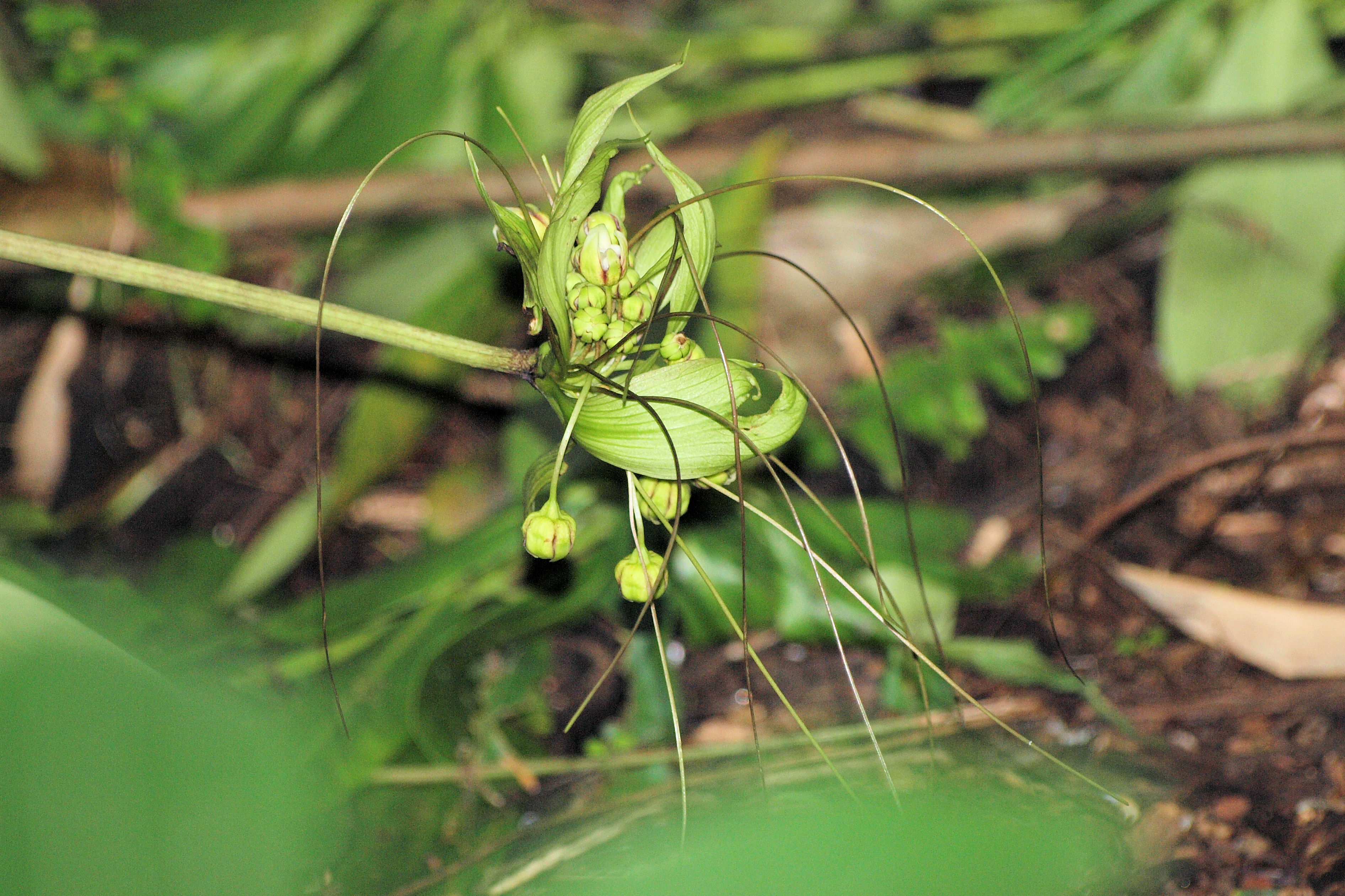